# Malin Axelsson
Malin Axelsson, Malin Chatarina Axelsson, född 1 augusti 1975 i Enskede, är en svensk prosaförfattare och dramatiker. Hon har bland annat verkat för Riksteatern och utsågs 2014 till chef för Radioteatern. Samma år nominerades hon till Augustpriset.

## Biografi
Malin Axelsson tog examen från Dramatiska Institutet 2002 och kontrakterades som pjäsförfattare hos Riksteatern 2004. 2009–2015 var hon konstnärlig ledare för ung scen/öst på Östgötateatern, och 2014 utsågs hon till konstnärlig ledare för Sveriges Radio Drama (Radioteatern).
Förutom hennes arbete i Sverige har hennes pjäser Mitt liv som detektiv och Jag blir en bubbla som blir ett monster som blir ett barn även spelats i Frankrike. Hon har samarbetat med Suzanne Osten och skrev ny dialog till dennas uppsättning av Lehárs Glada änkan vid Folkoperan i Stockholm hösten 2008. Hon tilldelades 2008 års Henning Mankell-stipendium av Sveriges Dramatikerförbund. 2016 fick hon motta Mare Kandre-priset.
2014 var hon nominerad till Augustpriset i kategorin barn- och ungdomsböcker. Hösten 2015 romandebuterade hon med Anropa.

## Verk

### Teater
Pjäser (urval)
- 2003 – Britney vs. Justin (soloperformance)
- 2003 – Snorkråkans sista sång
- 2003 – Och så levde vi lyckliga
- 2003 – Emma ska bestämma
- 2004 – Ingenting är bra hej då
- 2004 – Dirty Dancing (soloperformance)
- 2005 – Blod på någons händer
- 2005 – Skitsjuk
- 2006 – Stålflikkan (Jösses flickor – Återkomsten)
- 2006 – Deffad
- 2007 – Jävla Otto
- 2008 – Kladdet
- 2008 – Mitt liv som detektiv
- 2009 – Det blir kaos i världen
- 2009 – Monsterkabinettet
- 2011 – Jag blir en bubbla som blir ett monster som blir ett barn
- 2014 – Mitt hjärtas okända arkiv

#### Regi (ej komplett)
| År   | Produktion     | Upphovsmän                      | Teater                      |
| ---- | -------------- | ------------------------------- | --------------------------- |
| 2014 | Rose Rose Rose | Malin Axelsson och Karin Serres | Ung scen/öst                |
| 2019 | Lauras läppar  | Malin Axelsson                  | Dramaten                    |
| 2021 | Eufori         | Malin Axelsson                  | Östgötateatern/ Riksteatern |